# Crozier (cráter)

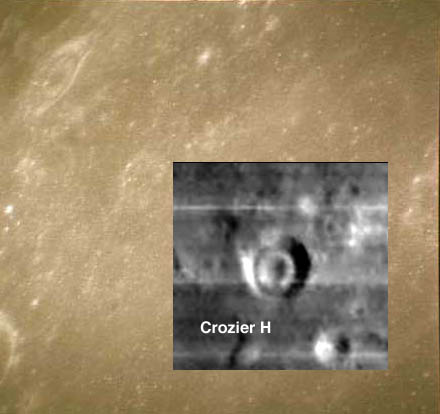
Fotografía de la misión Lunar Orbiter 4

Crozier  es un cráter de impacto que se encuentra en el borde suroeste del Mare Fecunditatis, un mar lunar situado en la parte oriental de la cara visible de la Luna. Se encuentra al este-noreste del prominente cráter Colombo, y al sureste del cráter Bellot, más pequeño.
|  |

El estrecho borde de este cráter forma un recinto distorsionado que posee salientes en sus lados noroeste, suroeste, y sureste. El suelo interior ha sido reconfigurado y casi desbordado por flujos de lava basáltica, produciendo una superficie plana con un albedo bajo que coincide con el tono oscuro del mare circundante. Casi adyacente al borde exterior aparecen cráteres inundados de lava similares como Crozier D hacia el este y Crozier M al sureste.

## Cráteres satélite
Por convención estos elementos son identificados en los mapas lunares poniendo la letra en el lado del punto medio del cráter que está más cerca de Crozier.
|         | \| Crozier \| Coordenadas \| Diámetro \| \| ------- \| ----------------------------- \| -------- \| \| B \| 12°30′S 52°24′E / -12.5, 52.4 \| 8 km \| \| D \| 13°24′S 51°42′E / -13.4, 51.7 \| 21 km \| \| E \| 12°42′S 52°00′E / -12.7, 52.0 \| 6 km \| \| F \| 12°48′S 51°00′E / -12.8, 51.0 \| 5 km \| \| G \| 12°06′S 50°06′E / -12.1, 50.1 \| 4 km \| \| H \| 14°00′S 49°24′E / -14.0, 49.4 \| 11 km \| \| L \| 10°00′S 51°24′E / -10.0, 51.4 \| 6 km \| \| M \| 8°54′S 53°24′E / -8.9, 53.4 \| 6 km \| |          |
| Crozier | Coordenadas | Diámetro |
| B       | 12°30′S 52°24′E / -12.5, 52.4 | 8 km     |
| D       | 13°24′S 51°42′E / -13.4, 51.7 | 21 km    |
| E       | 12°42′S 52°00′E / -12.7, 52.0 | 6 km     |
| F       | 12°48′S 51°00′E / -12.8, 51.0 | 5 km     |
| G       | 12°06′S 50°06′E / -12.1, 50.1 | 4 km     |
| H       | 14°00′S 49°24′E / -14.0, 49.4 | 11 km    |
| L       | 10°00′S 51°24′E / -10.0, 51.4 | 6 km     |
| M       | 8°54′S 53°24′E / -8.9, 53.4 | 6 km     |